# Myrmeleon celebensis
Myrmeleon celebensis är en insektsart som beskrevs av Mclachlan 1875. Myrmeleon celebensis ingår i släktet Myrmeleon och familjen myrlejonsländor. Inga underarter finns listade i Catalogue of Life.